# Dibutylzinndichlorid
Dibutylzinndichlorid ist eine chemische Verbindung des Chlors aus der Gruppe der zinnorganischen Verbindungen.

## Darstellung
Dibutylzinndichlorid kann durch Reaktion von Tetrabutylzinn mit Zinn(IV)-chlorid gewonnen werden.

## Eigenschaften
Dibutylzinndichlorid ist ein brennbarer, wenig flüchtiger, weißer bis gelber Feststoff mit stechendem Geruch, der sehr schwer löslich in Wasser ist und sich in diesem langsam zersetzt. Es hat in Benzol ein Dipolmoment von 4,38 Debye.

## Verwendung
Dibutylzinndichlorid wurde in einer Konzentration von 0,3 bis 3 Prozent als Stabilisator für PVC verwendet. Es wird auch als Zusatzstoff in Kautschuk sowie als Katalysator bei der Herstellung von Polyurethanen und Silikonen eingesetzt. So ist es in Isolierungen und Beschichtungen, Lebensmittelverpackungen, T-Shirts, Polyurethan-Handschuhen, Hygienebinden, medizinischen Geräten, Cellophan-Verpackungen und Plüschtieren, PVC-Kunststoffen (Wasserleitungen, Verpackungsmaterial, Textilprodukte), Silikonkautschuk (Dichtungsmittel, Dentalprodukte, Papierbeschichtungen), Polyurethanen (Schaumkunststoffe, Kleb-/Dichtstoffe), Glas (Beschichtungen), Isolierungen in elektronischen Erzeugnissen und Kabeln sowie Entwurmungsmitteln für Geflügel enthalten.